# Pic Black (Alaska)
Pour les articles homonymes, voir Pic Black.
Le pic Black (en anglais : Black Peak) est un sommet américain dans le borough de la péninsule de Kenai, en Alaska. Il culmine à 1 946 mètres d'altitude dans les monts Chigmit de la chaîne aléoutienne. Il est protégé au sein des parc national et réserve de Lake Clark.